# Swaffelen
Swaffelen je v nizozemštině označení pro činnost, během které je osoba či předmět zasahována, často i opakovaně, lidským penisem. Tento výraz byl v roce 2008 vyhlášen slovem roku v Nizozemsku a Belgii. Tato činnost je zpravidla myšlena jako druh humoru, či snahy něco degradovat, ale současně může označovat sexuální praktiku. 
Termín se do širšího povědomí dostal v roce 2008, kdy nizozemský student provedl výše popsaný proces na indické památce Tádž Mahal a svůj čin zdokumentoval a uveřejnil na portále YouTube.

## Původ termínu
Předpokládá se, že slovo swaffelen se začalo používat v anglicky mluvících zemích, nicméně by mělo pocházet z nizozemských slov pro houpat, houpačku či kývat se.